# Alexis de Tocqueville
Charles Alexis Henri Maurice Clérel de Tocqueville (født 29. juli 1805 i Normandiet, død 16. april 1859 i Cannes) var en fransk politisk teoretiker, historiker og politiker. Han betragtes ofte som den første moderne samfundsforsker, og værket Om demokratiet i Amerika anses for et pionérarbejde inden for sociologi og statsvidenskab, især sammenlignende politik. I Det gamle regime og revolutionen lancerede han begrebet L'Ancien Régime, "det gamle regime", og analyserede årsager til og virkninger af den franske revolution.

## Familiebaggrund, liv og virke
Alexis de Tocqueville var af lavadelig slægt. På trods af loyalitetsbånd til kongehuset havde hans familie visse sympatier for de liberale ideer om eksempelvis konstitutionelt monarki i den franske revolution, men under den påfølgende terror blev mange af hans slægtninge henrettede. Oldefaderen blev halshugget under revolutionen, og bedsteforældrene sad en tid i fængsel. Kun Maximilien de Robespierres henrettelse og afslutningen på terrorregimet i landet reddede dem fra halshugning.
Selv blev han undervist af en privatlærer og påbegyndte jurastudiet som 18-årig, det blev afbrudt efter 3 års studier, hvor efter han helligede sig sit eget studium af samtiden. Fik ved hjælp af faderens forbindelser job som stedfortrædende dommer ved domstolen i Versailles. Her lærte han Gustave de Beaumont at kende. De indledte studier af det engelske samfund i dyb bekymring over udviklingen i Frankrig, hvor kommercielle og finansielle interesser efter deres opfattelse havde undergravet de fremskridt der ellers var opnået.

### Rejsen til Amerika
Tocqueville foretog flere udenlandsrejser, den første og måske mest kendte til Amerika sammen med Gustave de Beaumont i 1831. De skulle studere fængselssystemet, som blev anset for at være progressivt i samtiden, men Tocqueville interesserede sig mest for det amerikanske demokrati, især nærdemokratiet. Beaumont fokuserede på de sortes og indianeres stilling i samfundet. De anvendte de kontakter, som de fik under fængselsbesøgene, til at møde indflydelsesrige amerikanere og tale med dem om de politiske forhold i landet. I 1835 udgav Tocqueville første del af Demokratiet i Amerika, der i 1840 fulgtes op af anden del. Det var et pionérarbejde i moderne sociologi og statsvidenskab. Værket anses for et af de mest indsigtsfulde, der er skrevet om USA. Bøgerne gjorde ham berømt, og Tocqueville blev indvalgt i det videnskabelige selskab Académie française.

### Deltagelse i politik
I 1830 blev Huset Bourbon genindsat, og han nærede i begyndelsen en sympati for Julimonarkiet, som bestod frem til 1848. Han var 1839—1848 medlem af Deputeretkamret, hørte til den moderate opposition og kæmpede for humane fremskridt. 1848 valgtes han til Nationalforsamlingen, blev medlem af Forfatningsudvalget og hørte til de frisindede monarkister, Han støttede Cavaignac’s valg til præsident. Juni—oktober 1849 var han udenrigsminister, billigede toget til Rom, men søgte forgæves at opnå reformer i Kirkestatens styrelse. Som parlamentariker ønskede Tocqueville at afvikle slaveriet i franske kolonier, indføre almen stemmeret, beholde et tokammersystem og føre en frihandelspolitik men støttede samtidig koloniseringen af Algeriet, som blev igangsat af kong Ludvig Filip. Tocqueville kritiserede senere den franske assimileringspolitik i Algeriet og gik så langt som at tale for segregering mellem europæiske kolonister og de indfødte. Han hævdede også, at et decentraliseret styre af kolonierne skabte mere initiativ hos kolonisterne og mente derfor, at det britiske kolonistyre var mere vellykket end det franske. Til støtte for sin teori brugte han erfaringer fra studier, som han foretog i Quebec i Canada under sin Amerika-rejse. I nogen måneder fra 2. juni til 31. oktober 1849 var han udenrigsminister i Den anden republik, men forstod tidligt, at landet var inde i en negativ udvikling, og afsluttede sin offentlige karrière i protest mod Napoléon Bonapartes statskup i 1852.

### De sidste år
I 1856 udgav han Det gamle regime og revolutionen, hvor han analyserede årsagerne til den franske revolution og samtidig (indirekte) kritiserede Napoléon Bonapartes kejserdømme. Tocqueville sad fængslet i nogen måneder for at have kritiseret det nye styre.
Efter længere tids tuberkulosesygdom døde Tocqueville i Cannes blot 53 år gammel.

## Forskning og filosofi

### Om demokratiet i Amerika
Tocqueville mente, at nærdemokratiet i Amerika, hovedsagelig repræsenteret i Ny-Englands såkaldte townships, var grunden til Amerikas levende demokrati. Disse lokalpolitiske institutioner fandtes i Ny-England før landet løsrev sig fra England. Tocqueville hævdede, at denne demokratiske tradition – sammen med amerikanernes religiøsitet og borgerlig ligestilling af borgerne - gjorde det amerikanske demokrati til det bedste i verden. Han mente, religiøsiteten skabte begrænsninger i det, han kaldte naturlig frihed, et for ham negativt ladet koncept. Lighedsfølelsen i USA gjorde, at alle blev anset som lige for loven.
I Om demokratiet i Amerika, som Tocqueville skrev i Frankrig efter at være vendt tilbage fra Amerika, brugte han sine notater til at skrive sit banebrydende politiske værk. Værket er delt i to dele: den første er et empirisk baseret værk, som analyserer Amerikas politiske landskab, den andet er en filosofisk betragtning over demokrati. Toqueville skrev bøgerne med Frankrig i baghovedet, men henvisningerne til Frankrig er ikke enerådende. Han sammenligner også Amerika med England og de tyske stater.
Selv om Tocquevilles værk blev betragtet som grundlæggende bidrag til sammenlignende politik, har hans observationer været kritiseret for at være baserede på hans egne forudfattede meninger om amerikansk politik. Ligeledes er han blevet kritiseret for at have lagt for meget vægt på nærdemokratiet og for lidt på delstatsniveauet. Nogen har også kritiseret ham for at have overset mangelen på rettigheder for datidens afroamerikanere (dette til trods for, at Tocqueville kritiserede slaveriet som Amerikas største trussel mod demokratiet).
Et andet kritikpunkt vedrørende Tocqueville er hans konservative forståelse af demokrati. Schenk beskriver Tocqueville som en aristokrat i fåreklæder og værket Om demokratiet i Amerika som manual for genindførelse af aristokratiets magt i Frankrig. Dette fordi Tocqueville beundrer begrænsede elementer i det amerikanske demokrati, og fordi han ser på både pressefrihed og foreningsfrihed som mulige trusler mod demokrati.

## Forfatterskab
- De la démocratie en Amérique (1. del i 1835, 2. del i 1840)
- L'Ancien Régime et la Révolution (1856)

### Danske udgaver
Den første danske oversættelse af længere uddrag af Tocquevilles værk om det amerikanske demokrati udkom 1844 i bogen Gjengangeren indeholdende Bidrag til den nyeste Tids Historie udgivet af Selskabet for Trykkefrihedens rette Brug, og som indeholdt artikler fra selskabets medlemsblad Danske Folkeblad der var blevet undertrykt af forhåndscensuren. Oversættelsen var foretaget af Hother Hage, en senere prominent politiker for de nationalliberale. Forlaget i Haarby udsendte i 1978 uddrag af Demokratiet i Amerika under titlen Frihed og lighed. Den første komplette oversættelse af værket blev udgivet i 2013 på Informations Forlag.